# Erik Bondo Svane
Erik Bondo Svane (23. oktober 1911 i København – 5. marts 1945 i Neuengamme) var cand.jur. og dommerfuldmægtig i Aabenraa. Han var med i modstandsbevægelsen i Aabenraa under Danmarks besættelse.
Søn af viceskoledirektør Hans Anton Svane og den fhv. Margrethe Louise Bondo, samt (lille)bror til Oskar Bondo Svane (også dommerfuldmægtig og senere højesteretssagfører) og Inger Bondo Svane, blev han student fra Metropolitanskolen 1930. 1936 blev han juridisk kandidat, blev sagførerfuldmægtig og sekretær i Handelsministeriet, og to år senere blev han dommerfuldmægtig i Aabenraa. 1944 blev han arresteret af Gestapo og den 30. december overført til interneringslejren i Frøslev. Siden kom han til Neuengamme, hvor han døde. Han er begravet i Mindelunden i Ryvangen.